# Genius (televisieserie)
Genius is een Amerikaanse biografische televisieserie, uitgezonden door National Geographic Channel en hiermee zijn eerste dramaserie op de zender.
Het eerste seizoen ging op 23 april 2017 in premère en is gebaseerd op het boek Einstein: His Life and Universe (in het Nederlands verschenen als Einstein, de biografie) van Walter Isaacson over het leven van Albert Einstein. Het tweede seizoen verscheen op 22 april 2018 en is gebaseerd over het leven van Pablo Picasso.
Albert Einstein uit het eerste seizoen wordt vertolkt door Geoffrey Rush en in zijn jonge jaren door Johnny Flynn. Zijn tweede vrouw Elsa Einstein wordt gespeeld door Emily Watson. Pablo Picasso uit het tweede seizoen wordt vertolkt door Antonio Banderas. Een van zijn minnaressen Françoise Gilot wordt gespeeld door Clémence Poésy.

## Verhaal
Het eerste seizoen vertelt de biografie van Albert Einstein van verschillende periodes uit zijn leven, waaronder zijn studietijd, zijn relatie met zijn familie, zijn tumultueus liefdesleven, zijn carrière als hoogleraar en wetenschapper, waarmee hij bedenker was van onder meer zijn natuurkunde theorieën als de relativiteitstheorie en zijn vertrek uit het onveilige Duitsland naar de Verenigde staten in de jaren dertig om zijn Joodse afkomst.
Het tweede seizoen vertelt de biografie van Pablo Picasso uit twee periodes uit zijn leven. Het eerste gedeelte van zijn leven als een jonge man die zijn talent ontdekt en het tweede gedeelte van zijn leven als een gevierd kunstenaar die worstelt met de opkomst van het fascisme en de prijs van de roem.

## Rolverdeling

### Seizoen 1
- Geoffrey Rush als Albert Einstein
- Johnny Flynn als jonge Albert Einstein
- Samantha Colley als Mileva Marić
- Emily Watson als Elsa Einstein
- Michael McElhatton als Philipp Lenard
- Ralph Brown als Max Planck
- Richard Topol als Fritz Haber
- Nicholas Rowe als Jost Winteler
- Jon Fletcher als Marcel Grossmann
- Seth Gabel als Michele Besso
- Claire Rushbrook als Pauline Einstein
- Alicia von Rittberg als Anna Winteler
- Silvina Buchbauer als Katharina Lenard
- Predrag Bjelac als Milos Maric
- Henry Goodman als Walther Rathenau
- Vincent Kartheiser als Raymond Geist
- T.R. Knight als J. Edgar Hoover
- Eugene Simon als Eduard Einstein
- Joshua Akehurst als Hans Albert Einstein
- Gwendolyn Ellis als jonge Elsa Einstein
- Sally Dexter als oudere Mileva Marić

### Seizoen 2
- Antonio Banderas als Pablo Picasso
- Clémence Poésy als Françoise Gilot
- Alex Rich als jonge Pablo Picasso
- Samantha Colley als Dora Maar
- Poppy Delevingne als Marie-Thérèse Walter
- Robert Sheehan als Carlos Casagemas
- David Wilmot als José Ruiz y Blasco
- Jordi Mollà als Salvador Ruiz
- Charlie Carrick als Manuel Pallarès
- Sebastian Roché als Emile Gilot
- Adrian Schiller als Jaime Sabartés
- Will Keen als Paul Rosenberg
- Maria Jose Bavio als María Picasso y López
- Aisling Franciosi als Fernande Olivier
- Stéphane Caillard als Geneviève Aliquot
- Bruno Paviot als Marcel
- Elena Martinez als Dolores
- T.R. Knight als Max Jacob
- Seth Gabel als Guillaume Apollinaire
- Johnny Flynn als Alain Cuny

## Afleveringen

### Seizoen 1: Einstein
| Afl. | Titel                   | Regie        | Scenario                          | Datum         |
| ---- | ----------------------- | ------------ | --------------------------------- | ------------- |
| 1    | Einstein: Chapter One   | Ron Howard   | Noah Pink                         | 23 april 2017 |
| 2    | Einstein: Chapter Two   | Minkie Spiro | Angelina Burnett                  | 30 april 2017 |
| 3    | Einstein: Chapter Three | Minkie Spiro | Mark Lafferty                     | 7 mei 2017    |
| 4    | Einstein: Chapter Four  | Kevin Hooks  | Noah Pink                         | 14 mei 2017   |
| 5    | Einstein: Chapter Five  | Kevin Hooks  | Raf Green                         | 21 mei 2017   |
| 6    | Einstein: Chapter Six   | James Hawes  | Brian Peterson                    | 28 mei 2017   |
| 7    | Einstein: Chapter Seven | James Hawes  | Kelly Souders                     | 4 juni 2017   |
| 8    | Einstein: Chapter Eight | Ken Biller   | Angelina Burnett Francesca Butler | 11 juni 2017  |
| 9    | Einstein: Chapter Nine  | Ken Biller   | Ken Biller Raf Green              | 18 juni 2017  |
| 10   | Einstein: Chapter Ten   | Ken Biller   | Mark Lafferty                     | 25 juni 2017  |

### Seizoen 2: Picasso
| Afl. | Titel                  | Regie          | Scenario                        | Datum         |
| ---- | ---------------------- | -------------- | ------------------------------- | ------------- |
| 1    | Picasso: Chapter One   | Ken Biller     | Ken Biller                      | 22 april 2018 |
| 2    | Picasso: Chapter Two   | Ken Biller     | Ken Biller                      | 22 april 2018 |
| 3    | Picasso: Chapter Three | Kevin Hooks    | Brian Peterson Kelly Souders    | 29 april 2018 |
| 4    | Picasso: Chapter Four  | Kevin Hooks    | Ralf Green                      | 6 mei 2018    |
| 5    | Picasso: Chapter Five  | Laura Belsey   | Noah Pink                       | 13 mei 2018   |
| 6    | Picasso: Chapter Six   | Laura Belsey   | Matthew Newman                  | 20 mei 2018   |
| 7    | Picasso: Chapter Seven | Greg Yaitanes  | Wendy Riss                      | 27 mei 2018   |
| 8    | Picasso: Chapter Eight | Grey Yaitanes  | Stephenie K. Smith              | 3 juni 2018   |
| 9    | Picasso: Chapter Nine  | Mathias Herndl | Ralf Green Ali Gordon-Goldstein | 10 juni 2018  |
| 10   | Picasso: Chapter Ten   | Mathias Herndl | Matthew Newman Noah Pink        | 17 juni 2018  |

## Prijzen en nominaties
Genius ontving 2 prijzen en 25 nominaties, waarvan de belangrijkste:
| Jaar | Prijs        | Categorie | Ontvangstnemer(s) | Uitslag       |
| ---- | ------------ | --- | --- | ------------- |
| 2017 | Emmy Award   | Beste miniserie                                                                                                 | Beste miniserie | Genomineerd   |
| 2017 | Emmy Award   | Beste mannelijke hoofdrol in een miniserie of film                                                              | Geoffrey Rush | Genomineerd   |
| 2017 | Emmy Award   | Beste regie voor een miniserie, film of dramatische special, voor afl. "Einstein: Chapter One"                  | Ron Howard | Genomineerd   |
| 2017 | Emmy Award   | Beste titelmuziek                                                                                               | Hans Zimmer & Lorne Balfe                                                                                                 | Genomineerd   |
| 2017 | Emmy Award   | Beste periode/fantasie kostuums voor een televisieserie, miniserie of film, voor afl. "Einstein: Chapter Seven" | Sonoo Mishra, Martina Hejlová & Perta Krckova                                                                             | Genomineerd   |
| 2017 | Emmy Award   | Beste geluid voor een miniserie of film, voor afl. "Einstein: Chapter One"                                      | Bob Bronow, Mark Hensley & Petr Forejt                                                                                    | Genomineerd   |
| 2017 | Emmy Award   | Beste geluidseffecten voor een miniserie, film of special, voor afl. "Einstein: Chapter One"                    | Daniel Pagan, Erich Gann, Arielle McGrail, Bill Bell Del Spiva, Nicholas Fitzgerald, Tim Chilton & Jill Schachne          | Genomineerd   |
| 2017 | Emmy Award   | Beste grime voor een miniserie of film (non-prothetisch)                                                        | Davina Lamont | Genomineerd   |
| 2017 | Emmy Award   | Beste haarstijl voor een miniserie of een film, voor afl. "Einstein: Chapter One"                               | Natasha Lees, Fae Hammond, Adela Robová & Alex Rouse                                                                      | Genomineerd   |
| 2017 | Emmy Award   | Beste visuele effecten                                                                                          | Eric Durst, Lenka Likarova, Viktor Muller, Marek Ruth, Tomas Kalhous Lukas Herrmann, Pavel Kolar, Petr Hastík, Vit Komrzý | Genomineerd   |
| 2018 | Golden Globe | Beste acteur in een televisiefilm of miniserie                                                                  | Geoffrey Rush | Genomineerd   |
| 2018 | Emmy Award   | Beste miniserie                                                                                                 | Beste miniserie | In afwachting |
| 2018 | Emmy Award   | Beste mannelijke hoofdrol in een miniserie of film                                                              | Antonio Banderas | In afwachting |
| 2018 | Emmy Award   | Beste camerawerk voor een miniserie of film                                                                     | Mathias Herndl | In afwachting |
| 2018 | Emmy Award   | Beste haarstijl voor een miniserie of film                                                                      | Kate Starr, Alex Rouse, Judit Halasz, Janosne Kajtar                                                                      | In afwachting |
| 2018 | Emmy Award   | Beste grime voor een miniserie of film (non-prothetisch)                                                        | Davina Lamont, Hayden Bloomfield, Szandra Biro, Szilvia Homolya                                                           | In afwachting |
| 2018 | Emmy Award   | Beste kustuums voor een televisieserie, miniserie of film                                                       | Sonu Mishra, Eudald Magari, Balazs Labancz                                                                                | In afwachting |
| 2018 | Emmy Award   | Beste geluid voor een miniserie of film                                                                         | Bob Bronow, Mark Hensley, Tamás Csaba                                                                                     | In afwachting |